# Черрі-Веллі (Арканзас)
Черрі-Веллі (англ. Cherry Valley) — місто (англ. city) в США, в окрузі Кросс штату Арканзас. Населення — 575 осіб (2020).

## Географія
Черрі-Веллі розташоване на висоті 86 метрів над рівнем моря за координатами 35°24′7″ пн. ш. 90°45′16″ зх. д. / 35.40194° пн. ш. 90.75444° зх. д. (35.402027, -90.754503). За даними Бюро перепису населення США в 2010 році місто мало площу 2,25 км², уся площа — суходіл.

## Демографія
Згідно з переписом 2010 року, у місті мешкала 651 особа в 247 домогосподарствах у складі 177 родин. Густота населення становила 290 осіб/км². Було 278 помешкань (124/км²).
Расовий склад населення:
| - 85,9 % — білих - 9,1 % — чорних або афроамериканців - 0,9 % — корінних американців - 0,5 % — азіатів - 0,3 % — вихідців з тихоокеанських островів - 1,2 % — осіб інших рас |

До двох чи більше рас належало 2,2 %. Іспаномовні складали 2,0 % від усіх жителів.
За віковим діапазоном населення розподілялося таким чином: 27,8 % — особи молодші 18 років, 57,1 % — особи у віці 18—64 років, 15,1 % — особи у віці 65 років та старші. Медіана віку мешканця становила 37,1 року. На 100 осіб жіночої статі у місті припадало 89,8 чоловіків; на 100 жінок у віці від 18 років та старших — 81,5 чоловіків також старших 18 років.
Середній дохід на одне домашнє господарство становив 51 028 доларів США (медіана — 40 521), а середній дохід на одну сім'ю — 52 675 доларів (медіана — 41 250). Медіана доходів становила 31 836 доларів для чоловіків та 31 250 доларів для жінок. За межею бідності перебувало 22,2 % осіб, у тому числі 28,8 % дітей у віці до 18 років та 14,6 % осіб у віці 65 років та старших.
Цивільне працевлаштоване населення становило 370 осіб. Основні галузі зайнятості: освіта, охорона здоров'я та соціальна допомога — 21,9 %, виробництво — 17,0 %, транспорт — 13,2 %, мистецтво, розваги та відпочинок — 9,7 %.
За даними перепису населення 2000 року в Черрі-Веллі проживало 704 особи, 197 сімей, налічувалося 276 домашніх господарств і 300 житлових будинків. Середня густота населення становила близько 306,1 людину на один квадратний кілометр. Расовий склад Черрі-Веллі за даними перепису розподілився таким чином: 92,33 % білих, 5,97 % — чорних або афроамериканців, 0,57 % — корінних американців, 0,14 % — азіатів, 0,99 % — представників змішаних рас.
Іспаномовні склали 0,28 % від усіх жителів міста.
Із 276 домашніх господарств в 32,6 % — виховували дітей віком до 18 років, 54,7 % представляли собою подружні пари, які спільно проживали, в 12,3 % сімей жінки проживали без чоловіків, 28,6 % не мали сімей. 26,8 % від загального числа сімей на момент перепису жили самостійно, при цьому 14,5 % склали самотні літні люди у віці 65 років та старше. Середній розмір домашнього господарства склав 2,55 особи, а середній розмір родини — 3,09 особи.
Населення міста за віковим діапазоном за даними перепису 2000 року розподілилося таким чином: 28,0 % — жителі молодше 18 років, 9,5 % — між 18 і 24 роками, 27,1 % — від 25 до 44 років, 22,6 % — від 45 до 64 років і 12,8 % — у віці 65 років та старше. Середній вік мешканця склав 35 років. На кожні 100 жінок в Черрі-Веллі припадало 88,7 чоловіків, у віці від 18 років та старше — 85,0 чоловіків також старше 18 років.
Середній дохід на одне домашнє господарство в місті склав 27 313 доларів США, а середній дохід на одну сім'ю — 31 094 долара. При цьому чоловіки мали середній дохід в 26 324 долара США на рік проти 20 114 доларів середньорічного доходу у жінок. Дохід на душу населення в місті склав 16 592 долари на рік. 18,1 % від усього числа сімей в окрузі і 18,5 % від усієї чисельності населення перебувало на момент перепису населення за межею бідності, при цьому 27,8 % з них були молодші 18 років і 19,8 % — у віці 65 років та старше.